# Haberloh
Haberloh ist mit nur 38 Einwohnern und einer Fläche von 542,7 ha die kleinste Ortschaft des Fleckens Langwedel im Landkreis Verden in Niedersachsen.
Haberloh befindet sich im Norden des Gemeindegebietes nördlich der Ortschaft Völkersen, an der Grenze zum Landkreis Rotenburg (Wümme). Nordöstlich schließt sich das Breitenfeldermoor an, außerdem befindet sich hier eine Standortschießanlage der Bundeswehr. Die Belange der Ortsbevölkerung werden gegenüber der Gemeinde durch einen Ortsvorsteher vertreten. Die Ortschaft ist überwiegend landwirtschaftlich strukturiert. Hier befindet sich außerdem eine Außenstelle (Pferdezuchtbetrieb) des Sottrumer Gestüts „Fährhof“. Haberloh ist wegen der umliegenden Wälder mit Möglichkeiten zu Spaziergängen und im Herbst zum Pilze sammeln sowie wegen des „Hofcafes Haberloh“ ein beliebtes Ziel für die Naherholung.

## Geschichte
Haberloh wurde urkundlich erstmals 1237 im „Urkundenbuch der Bischöfe und des Domkapitels von Verden, Band 1“ erwähnt. Am 1. Juli 1972 wurde Haberloh in den Flecken Langwedel eingegliedert.